# Prvenstvo Hrvatske u dvoranskom hokeju 1996.
Prvenstvo Hrvatske u dvoranskom hokeju za 1996. je drugi put zaredom osvojio Marathon iz Zagreba. 

Prvenstvo je igrano između 10. veljače i 6. travnja 1996. godine.

## Ljestvice i rezultati

### I. liga

#### Ljestvica
| mj | klub                       | ut | pob | ner | por | gol+ | gol- | bod |             |
| -- | -------------------------- | -- | --- | --- | --- | ---- | ---- | --- | ----------- |
| 1. | Marathon (Zagreb)          | 6  | 6   | 0   | 0   | 66   | 18   | 12  | doigravanje |
| 2. | Jedinstvo (Zagreb)         | 6  | 5   | 0   | 1   | 40   | 19   | 10  | doigravanje |
| 3. | Zelina (Sveti Ivan Zelina) | 6  | 3   | 1   | 2   | 64   | 35   | 7   | doigravanje |
| 4. | Mladost (Zagreb)           | 6  | 3   | 1   | 2   | 38   | 24   | 7   | doigravanje |
| 5. | Concordia (Zagreb)         | 6  | 2   | 0   | 4   | 59   | 42   | 4   |             |
| 6. | Trešnjevka (Zagreb)        | 6  | 1   | 0   | 5   | 8    | 48   | 2   |             |
| 7. | Zagreb (Zagreb)            | 6  | 0   | 0   | 6   | 7    | 95   | 0   |             |

#### Doigravanje za prvaka
| mjesto odigravanja       | klub          | rez.          | klub2         |
| poluzavršnica            | poluzavršnica | poluzavršnica | poluzavršnica |
| ------------------------ | ------------- | ------------- | ------------- |
| Zagreb                   | Marathon      | 4:4 (4:3 7m)  | Mladost       |
| Zagreb                   | Jedinstvo     | 5:9           | Zelina        |
|                          |               |               |               |
| završnica                |               |               |               |
| Sveti Ivan Zelina Zagreb | Zelina        | 1:3, 2:9      | Marathon      |

### II. liga
| mj | klub                          | ut | pob | ner | por | gol+ | gol- | bod |
| -- | ----------------------------- | -- | --- | --- | --- | ---- | ---- | --- |
| 1. | Jedinstvo II (Zagreb)         | 4  | 4   | 0   | 0   | 16   | 6    | 8   |
| 2. | Zelina II (Sveti Ivan Zelina) | 4  | 2   | 1   | 1   | 20   | 11   | 5   |
| 3. | Akademičar (Zagreb)           | 4  | 2   | 1   | 1   | 10   | 8    | 5   |
| 4. | Sloga (Zagreb)                | 4  | 1   | 0   | 3   | 10   | 18   | 2   |
| 5. | Centar (Zagreb)               | 4  | 0   | 0   | 4   | 5    | 18   | 0   |

## Konačni poredak
1. Marathon (Zagreb)
2. Zelina (Sveti Ivan Zelina)
3. Jedinstvo (Zagreb)
4. Mladost (Zagreb)
5. Concordia (Zagreb)
6. Trešnjevka (Zagreb)
7. Zagreb (Zagreb)
8. Jedinstvo II (Zagreb)
9. Zelina II (Sveti Ivan Zelina)
10. Akademičar (Zagreb)
11. Sloga (Zagreb)
12. Centar (Zagreb)